# یواس‌اس اندرومدا (ای‌کی‌ای-۱۵)
یواس‌اس اندرومدا (ای‌کی‌ای-۱۵) (به انگلیسی: USS Andromeda (AKA-15)) یک کشتی بود که طول آن ۱۴۰ متر (۴۶۰ فوت) بود. این کشتی در سال ۱۹۴۲ ساخته شد.